# Huizhou (Huangshan)
Huizhou (chiń. upr. 徽州区; chiń. trad. 徽州區; pinyin Huīzhōu Qū) – dzielnica miasta Huangshan w prowincji Anhui we wschodniej Chińskiej Republice Ludowej. Liczba mieszkańców dzielnicy, w 2018 roku, wynosiła około 97 000.